# Raritan (New Jersey)
Raritan ist eine Stadt im Somerset County, New Jersey, USA. Das U.S. Census Bureau ermittelte bei der Volkszählung 2020 eine Einwohnerzahl von 7835.

## Geographie
Die geographischen Koordinaten der Stadt sind 40°34'17" nördliche Breite und 74°38'15" westliche Länge.
Nach den Angaben des United States Census Bureaus hat die Stadt eine Gesamtfläche von 5,3 km2, wobei keine Wasserflächen miteinberechnet sind.

## Demographie
Nach der Volkszählung von 2000 gibt es 6.338 Menschen, 2.556 Haushalte und 1.671 Familien in der Stadt. Die Bevölkerungsdichte beträgt 1.199,6 Einwohner pro km2. 87,74 % der Bevölkerung sind Weiße, 0,93 % Afroamerikaner, 0,08 % amerikanische Ureinwohner, 8,17 % Asiaten, 0,16 % pazifische Insulaner, 1,64 % anderer Herkunft und 1,28 % Mischlinge. 8,41 % sind Latinos unterschiedlicher Abstammung.
Von den 2.556 Haushalten haben 30,1 % Kinder unter 18 Jahre. 51,0 % davon sind verheiratete, zusammenlebende Paare, 10,0 % sind alleinerziehende Mütter, 34,6 % sind keine Familien, 29,0 % bestehen aus Singlehaushalten und in 11,9 % Menschen sind älter als 65. Die Durchschnittshaushaltsgröße beträgt 2,48, die Durchschnittsfamiliengröße 3,08.
22,3 % der Bevölkerung sind unter 18 Jahre alt, 6,5 % zwischen 18 und 24, 35,0 % zwischen 25 und 44, 20,0 % zwischen 45 und 64, 16,2 % älter als 65. Das Durchschnittsalter beträgt 38 Jahre. Das Verhältnis Frauen zu Männer beträgt 100:92,3, für Menschen älter als 18 Jahre beträgt das Verhältnis 100:91,1.
Das jährliche Durchschnittseinkommen der Haushalte beträgt 51.122 USD, das Durchschnittseinkommen der Familien 59.962 USD. Männer haben ein Durchschnittseinkommen von 46.071 USD, Frauen 35.704 USD. Der Prokopfeinkommen der Stadt beträgt 26.420 USD. 6,4 % der Bevölkerung und 5,5 % der Familien leben unterhalb der Armutsgrenze, davon sind 6,0 % Kinder oder Jugendliche jünger als 18 Jahre und 12,8 % der Menschen sind älter als 65.

## Söhne und Töchter der Stadt

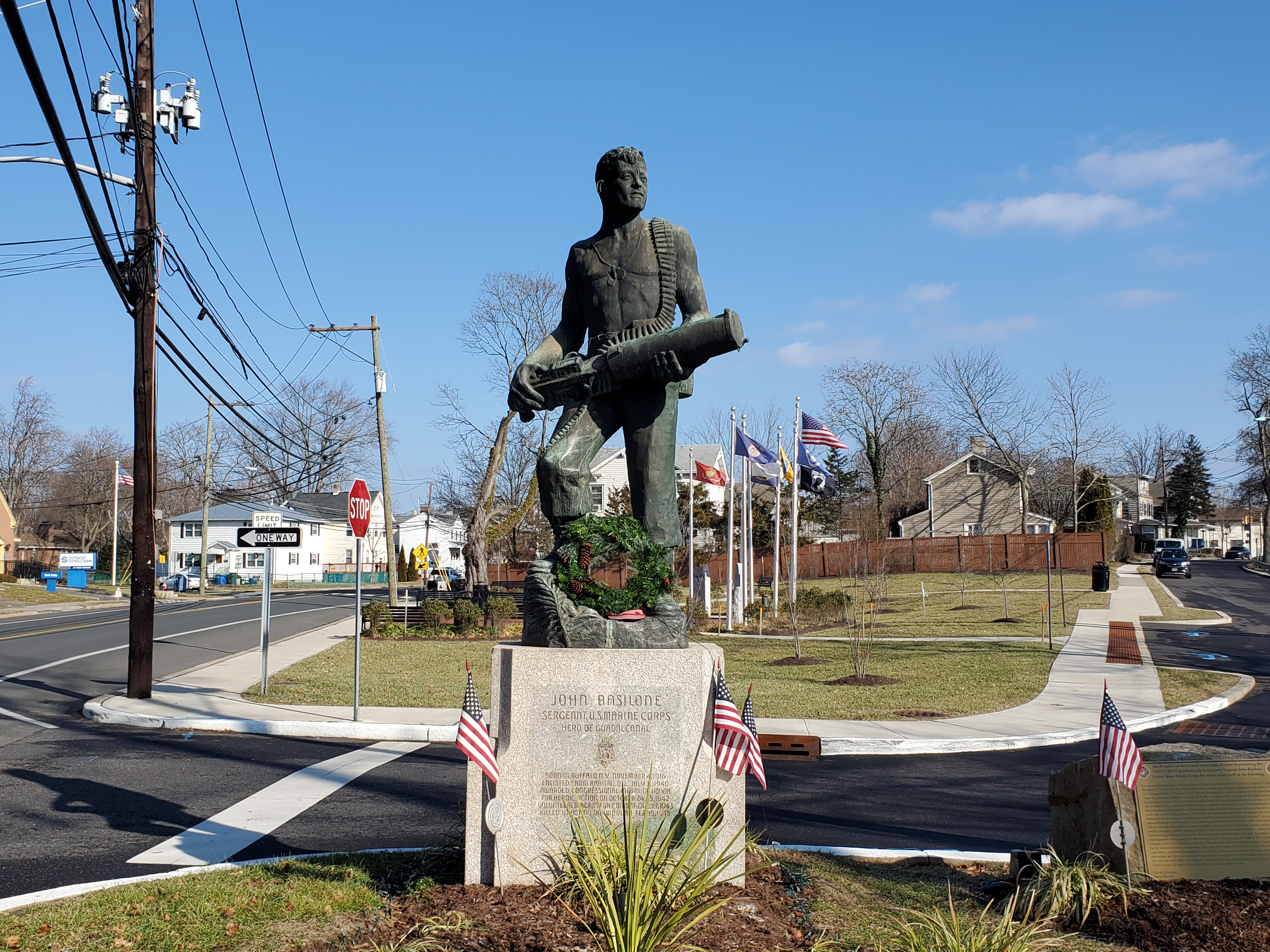
Denkmal für John Basilone

- Tony Bongiovi (* 1947), Toningenieur und Schallplattenproduzent
- Ben Carnevale, ehemaliger Basketballtrainer

In Raritan wuchs John Basilone, ein amerikanischer Kriegsheld, auf. Es gibt eine jährliche Parade ihm zu Ehren und ein Denkmal.

## Bildung
In Raritan gibt es das Raritan Valley Community College für Undergraduate Studies. Als Einsteiger sind je nach Fachrichtung Einstufungstests zu absolvieren, beispielsweise in Mathematik oder Englisch.